# Sinthoma
O termo " sinthoma " (francês: [sɛ̃tom]) foi introduzido por Jacques Lacan no seu seminário Le sinthoma (1975-1976). Segundo Lacan, sinthoma é a forma latina (1495 Rabelais, IV,63) de soletrar a origem grega da palavra francesa symptôme, que significa sintoma. O seminário é uma continuação da elaboração de sua topologia, estendendo o foco do seminário anterior (RSI) no Nó Borromeu e uma exploração dos escritos de James Joyce. Lacan redefine o sintoma psicanalítico em termos de sua topologia do sujeito.
Em "A Psicanálise e seus Ensinamentos" (Escritos) Lacan vê o sintoma como inscrito em um processo de escrita, não como mensagem cifrada como era a noção tradicional. Em seu seminário "L'angoisse" (1962-63) afirma que o sintoma não exige interpretação: em si não é um chamado ao Outro, mas um puro gozo dirigido a ninguém. Há aí um deslocamento da definição linguística do sintoma – como significante – para sua afirmação de que “o sintoma só pode ser definido como a maneira pela qual cada sujeito goza (jouit) do inconsciente na medida em que o inconsciente determina o sujeito. " Ele passa de conceber o sintoma como uma mensagem que pode ser decifrada por referência ao inconsciente estruturado como uma linguagem a vê-lo como o traço da modalidade particular de gozo do sujeito.
Essa mudança da linguística para a topologia constitui o status do sinthoma como inanalisável. O seminário amplia a teoria do nó borromeano, que no RSI (Real, Simbólico, Imaginário) havia sido proposto como estrutura do sujeito, acrescentando o sinthoma como quarto anel à tríade já mencionada, atando um nó que constantemente ameaça se desfazer. Como o sentido (sens) já está figurado dentro do nó, na intersecção do Simbólico e do Imaginário, segue-se que a função do sinthoma — enlaçando o Real, o Imaginário e o Simbólico — está além do sentido.